# 白马镇 (眉山市)
白马镇，是中华人民共和国四川省眉山市东坡区曾经下辖的一个镇。2019年12月，撤销白马镇，将其所属行政区域划归尚义镇管辖。

## 行政区划
白马镇撤销前下辖以下地区：
祥和街社区、云盘村、桥楼村、铁炉村、对坡村、兴隆村、龚村和万坡村。